# Trận Blanchetaque
Trận Blanchetaque diễn ra vào ngày 24 tháng 8 năm 1346 giữa quân đội Anh dưới sự chỉ huy của Vua Edward III và lực lượng Pháp do Godemar du Fay chỉ huy. Trận chiến là một phần của chiến dịch Crécy, diễn ra trong giai đoạn đầu của Chiến tranh Trăm năm. Sau khi đổ bộ lên Bán đảo Cotentin vào ngày 12 tháng 7, quân đội Anh đã tạo một hành lang lửa hủy diệt một số vùng đất giàu có nhất nước Pháp trong vòng 20 dặm (32 km) của Paris, cướp phá các  thị trấn trên đường đi. Sau đó, người Anh hành quân về phía bắc, hy vọng hội quân được với đồng minh Flemish xâm lược từ Flanders. Họ đã bị vua Pháp Philip VI đánh bại, người đã bố phòng mọi cây cầu và pháo đài trên sông Somme và theo dấu quân Anh với đội quân dã chiến của mình. Khu vực này trước đó đã bị Pháp rút sạch nguồn lương thực và người Anh về cơ bản rơi vào tình thế mắc kẹt.
Nghe tin có một pháo đài ở Blanchetaque cách biển 10 dặm (16 km), Edward hành quân tới đó và chạm trán với lực lượng dưới quyền du Fay. Khi thủy triều rút hạ thấp mực nước, một đội cung thủ Anh hành quân ngang qua pháo đài, dàn trận dưới nước và áp chế được đơn vị lính nỏ Pháp. Kỵ binh Pháp cố gắng đẩy lùi các cung thủ nhưng lại bị quân Anh phản công. Thêm nhiều quân Anh được tăng viện, còn quân Pháp bị đẩy lùi dẫn đến tan vỡ và bỏ chạy. Thương vong của quân Pháp được báo cáo là hơn một nửa quân số, trong khi tổn thất của quân Anh là nhẹ hơn. Hai ngày sau Blanchetaque, quân đội chủ lực của Pháp dưới sự chỉ huy của Philip bị đánh bại trong Trận Crécy với thương vong nặng nề. Edward kết thúc chiến dịch bằng cách cuộc bao vây Calais, nơi này thất thủ sau 12 tháng, đảm bảo một cảng trung chuyển của Anh vào miền bắc nước Pháp vốn đã được giữ vững trong hai trăm năm.